# Oleksij Ivtjenko
Oleksij Hrihorovytj Ivtjenko (ukrainska:Олексі́й Григо́рович І́вченко), född 2 januari 1963 i Chorobrov, Lvov oblast, Ukrainska SSR, Sovjetunionen, är en ukrainsk politiker, ordförande för Ukrainska nationalistkongressen 2003.
Ivtjenko är utbildad byggnadsingenjör, tog examen vid Lvovs polytekniska institut 1985 och år 1996 en examen vid det ekonomiska fakulteten vid samma universitet. År 2001 avlade han doktorsexamen i ekonomi vid Kievs universitet.
Under 2000–2001 var Ivtjenko rådgivare till premiärminister Viktor Jusjtjenko. I parlamentsvalet 2002 var han ledamot i parlamentet för Vårt Ukraina - Folkets självförvarsblock. sedan 13 april 2003 ledare för Ukrainska nationalistkongressen. Han utnämndes till ordförande vid partiets sjunde kongress efter den förre ordföranden Jaroslava Stetskos (ukrainska:Ярослава Стецько) död. Under den orangea revolutionen ledde han Nationella gardet.
I mars 2005 blev Ivtjenko återvald som ledamot i parlamentet. Han utsågs till chef för naturgasbolaget Naftohaz Ukrainy och fungerade som sådan fram till maj 2006.